# Quzhou
Quzhou (chiń. 衢州; pinyin Qúzhōu) – miasto o statusie prefektury miejskiej we wschodnich Chinach, w prowincji Zhejiang. W 2010 roku liczba mieszkańców miasta wynosiła 82 105. Prefektura miejska w 1999 roku liczyła 2 413 455 mieszkańców.